# Fiat Tipo (Typ 160)
Der Fiat Tipo war ein Kompaktklasse-Wagen, den Fiat zwischen Frühjahr 1988 und Spätsommer 1995 für den europäischen Markt als Nachfolger des Fiat Ritmo produzierte. Wegen des Raumangebots (max. Kofferraum bei umgeklappter Rücksitzbank 1100 l, gesamter Innenraum 3700 l) und der damals innovativen Ideen wurde er zum Auto des Jahres 1989 gekürt.

## Modellgeschichte

### Allgemeines
Im März 1988 stellte Fiat unter der Bezeichnung Tipo einen von Grund auf neuen Kompaktwagen vor. Zunächst gab es ihn nur als fünftürige Schräghecklimousine. Er löste damit den seit Frühjahr 1978 angebotenen Ritmo ab. Entwurf und Entwicklung der Karosserie lagen bei dem damals neu gegründeten externen Dienstleister I.DE.A Institute, dessen erstes Projekt der Tipo war.
Ab Februar 1990 wurde der Tipo auch als Stufenheck- sowie Kombivariante angeboten, die Tempra und Tempra Station Wagon hießen und den Regata ablösten.
Nach Problemen mit Korrosion bei früheren Modellen baute Fiat den Tipo mit einer teilverzinkten Karosserie: Insgesamt 23 m² des Fahrzeugblechs waren verzinkt, darunter die komplette Außenhaut und alle tragenden Teile. Die Heckklappe bestand aus GfK. Dies diente nicht nur der Korrosionsprävention und Gewichtsersparnis, sondern war auch der extravaganten Form geschuldet, die sich seinerzeit nicht aus Blech herstellen ließ.
Des Weiteren begründete Fiat mit dem Tipo eine neue Strategie im Konzern. So teilt sich der Tipo mit verschiedenen Schwestermodellen annähernd dieselbe Bodengruppe. Je nach Modell und Motorisierung kam in folgenden Fahrzeugen die gleiche oder eine im Detail überarbeitete Bodengruppe zum Einsatz:
Tempra, Coupe, Bravo, Brava, Marea, Lancia Delta II und Dedra, Lancia Lybra sowie Alfa Romeo 145, 146, 155, Spider und GTV. Des Weiteren wurde diese Bodengruppe, wiederum weiterentwickelt, im Alfa Romeo 147/156/GT verwendet.
Dieses System setzte sich bis heute durch und wurde auch in anderen Baureihen angewandt, wie z. B. im Fiat Croma (Typ 154) zusammen mit Alfa Romeo 164, Lancia Thema und Saab 9000.
Der Tipo wurde mit verschiedenen Motoren ausgestattet – wobei die Leistung von 40 kW (55 PS) im 1,1-l-Motor bis zum Tipo Sport mit 107 kW (146 PS) aus dem 2,0-l-16V-Motor reichte. Außerdem waren vier Dieselmotoren im Angebot, so zwei Turbodiesel-Motoren mit jeweils 1,9 l Hubraum und Leistungen von 59 kW (80 PS) und 66 kW (90 PS), die teilweise schon die Euro-2-Norm erfüllten, sowie zwei Saugdiesel mit 1,7 l Hubraum und 42 kW (57 PS) und 1,9 l mit einer Leistung von 48 kW (65 PS). Die beiden 2,0-l-Maschinen sowie der 1,8-l-16V hatten zwei gegenläufige Ausgleichswellen und hatten damit eine hohe Laufkultur erreicht. Einige Motorvarianten waren in Deutschland nicht erhältlich und wurden nur für den ausländischen Markt produziert (wie zum Beispiel der 1,1-l-FIRE-Motor). Die Motorisierung 1,4 l konnte mit einem CVT-Getriebe (Verkaufsbezeichnung „Selecta“) und der 83 kW starke 2,0-l-8V mit einem 4-Stufen-Automatikgetriebe geliefert werden.
Eine Besonderheit des Tipo war eine lastabhängige Scheinwerferniveauregulierung, die anders als beim Fiat Croma nicht durch einen Seilzug, sondern von einem Hydrauliksystem gesteuert wurde. Dieses System erwies sich als wenig haltbar, da die Leitungen aus mangelhaftem Kunststoff hergestellt und die Füll- und Entlüftungsöffnungen mit einfachen Stahlbolzen verschlossen waren. Die Bolzen sprengten nach einigen Jahren durch Rostbildung die Kunststoffgehäuse und machten das System undicht.
Zum Stichtag 1. Januar 2022 waren in Deutschland laut Kraftfahrtbundesamt noch 16 Fiat Tipo 16V (Sedicivalvole) angemeldet.

### Modellpflege
Im Laufe seiner Bauzeit wurde der Wagen im Detail überarbeitet. Anfang 1993 kam ein modifizierter Tipo, u. a. mit Änderungen an Front, Armaturenbrett und Türverkleidungen, mechanischem Fahrerairbag und Gurtstraffer, sowie Verbesserungen in der Karosseriefestigkeit auf den Markt. Er war nun neben der fünf- auch als dreitürige Variante erhältlich.
Diese Änderungen wurden unter anderem nötig, weil sich die Ausgangsversion des Tipo bei einem Crashtest als außerordentlich schlecht erwiesen hatte. Die Karosserie des getesteten Fahrzeugs war beim Aufprall fast vollständig zusammengebrochen. Deswegen wurden im Vorderwagen umfangreiche Verstärkungen eingefügt, die das Gewicht des Tipo um mehr als 50 Kilogramm erhöhten, ohne die Crashfestigkeit wesentlich zu verbessern. Auch nach diesen Änderungen war die Fahrgastzelle des Tipo verhältnismäßig weich und bot wenig Aufprallsicherheit. Die unbefriedigende Crashsicherheit und die durchgeführten Änderungen betrafen auch vom Tipo abgeleitete Fahrzeuge wie die Alfa Romeo-Reihen 145, 146 und 155, die ebenfalls verstärkt und erheblich schwerer wurden, ohne nennenswert an Sicherheit zu gewinnen. Selbst der Alfa Romeo 156 litt noch unter der mangelhaften Unfallsicherheit der Tipo-Plattform und schnitt bei einem Crashtest entsprechend schlecht ab.
Für den überarbeiteten Tipo wurden aufgrund der neuen Abgasnorm die 1,4-, 1,6-, 1,8- und 2,0-l-16V-Motoren bezüglich Einspritz- und Zündanlage verändert. Der Tipo 16V z. B. verlor einiges an Leistung, von 146 auf 139 PS. Mit der Modellpflege fiel auch der zuvor erhältliche digitale Tachometer weg.
Im Oktober 1995 wurde der Tipo von dem Fiat Bravo und dem Fiat Brava abgelöst, im Ausland jedoch bis Ende 1999 (z. B. in der Türkei und Brasilien) weiterhin produziert.

### Bildergalerie

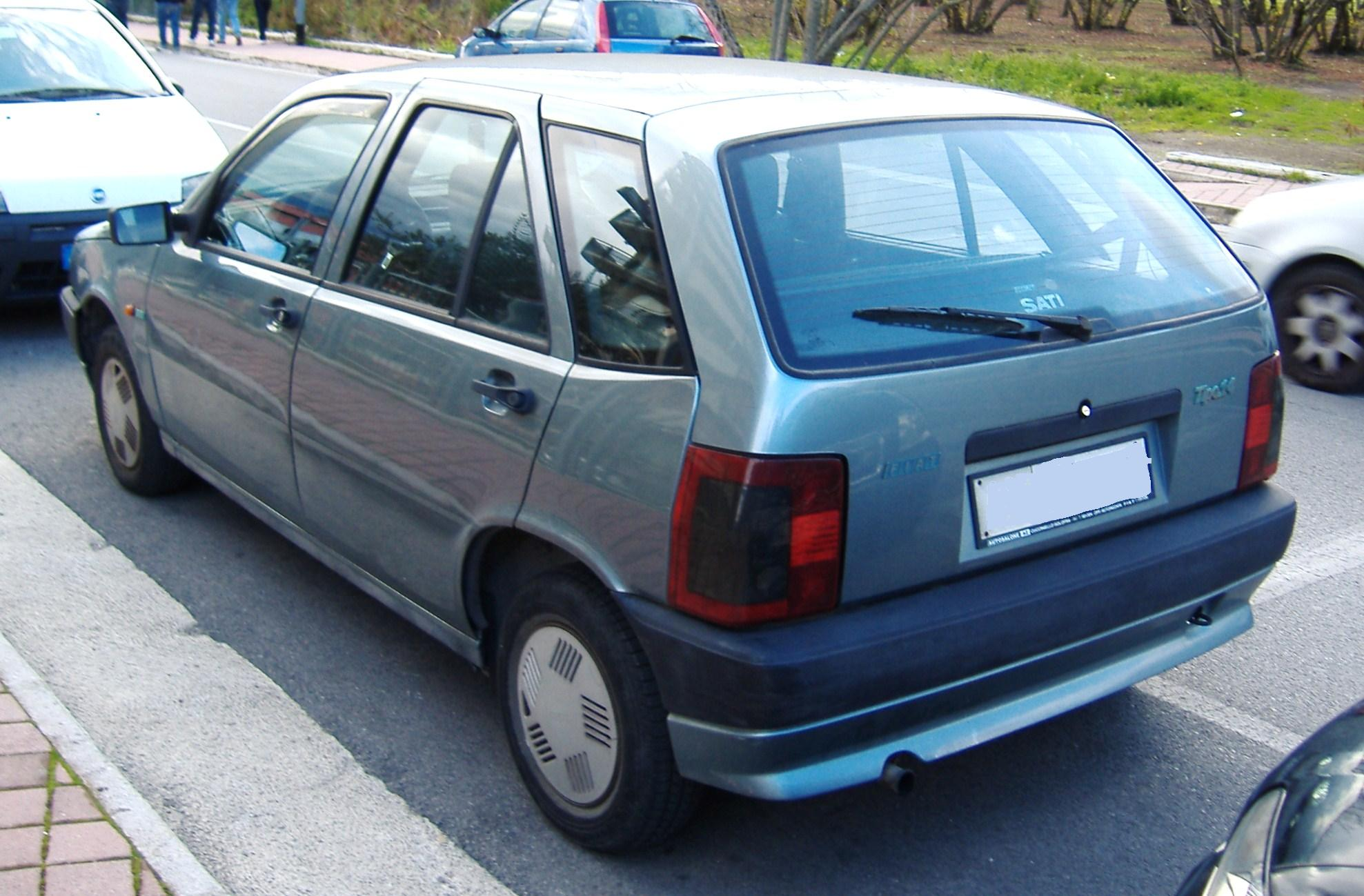
Heckansicht
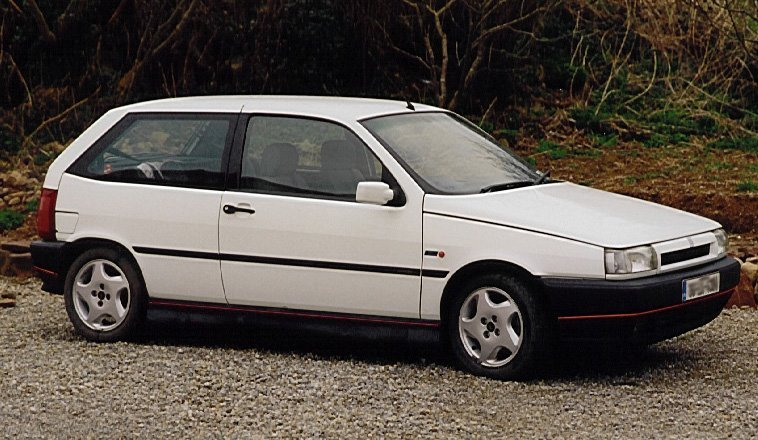
Fiat Tipo Dreitürer (1993–1995)
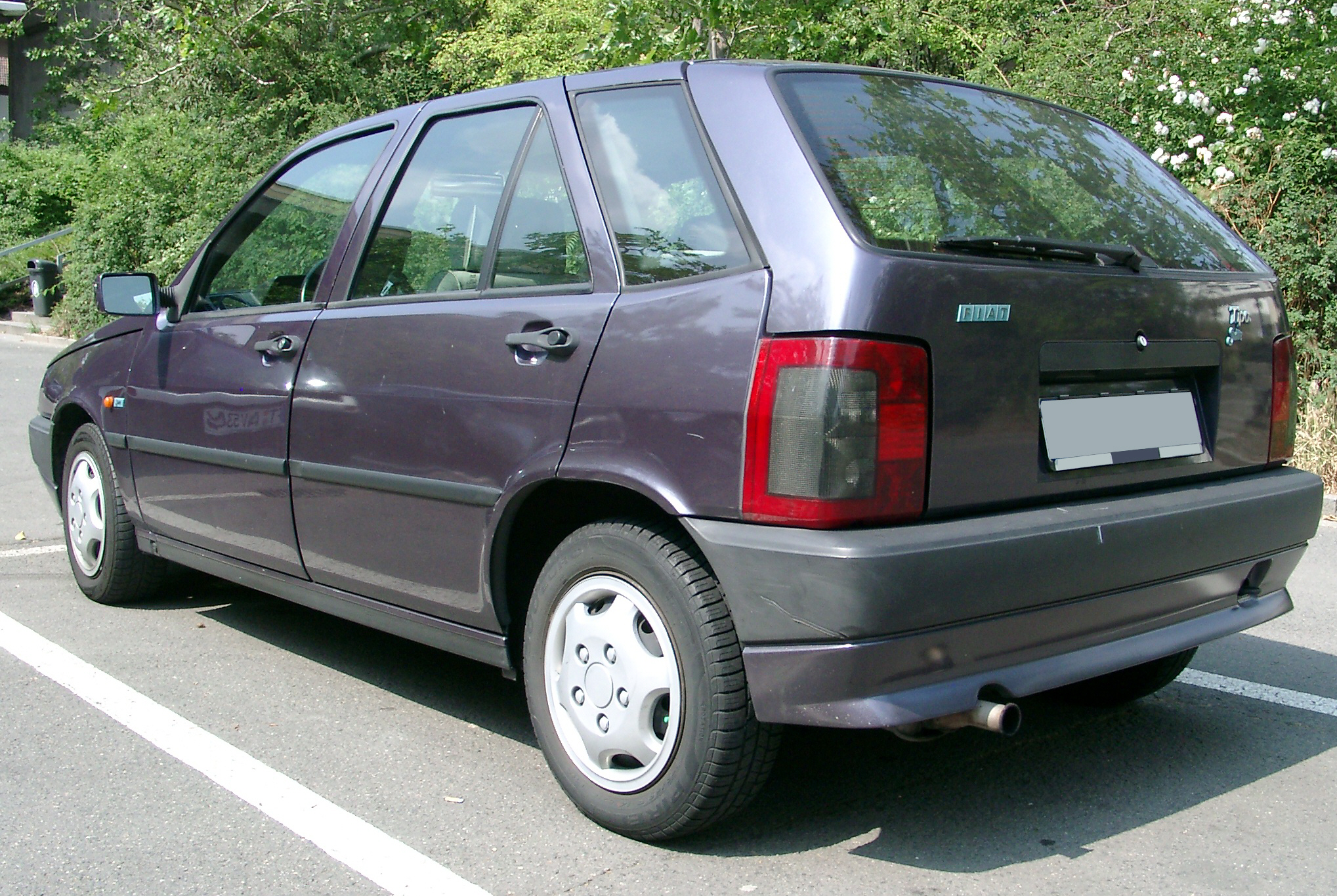
Heckansicht Fünftürer (1993–1995)
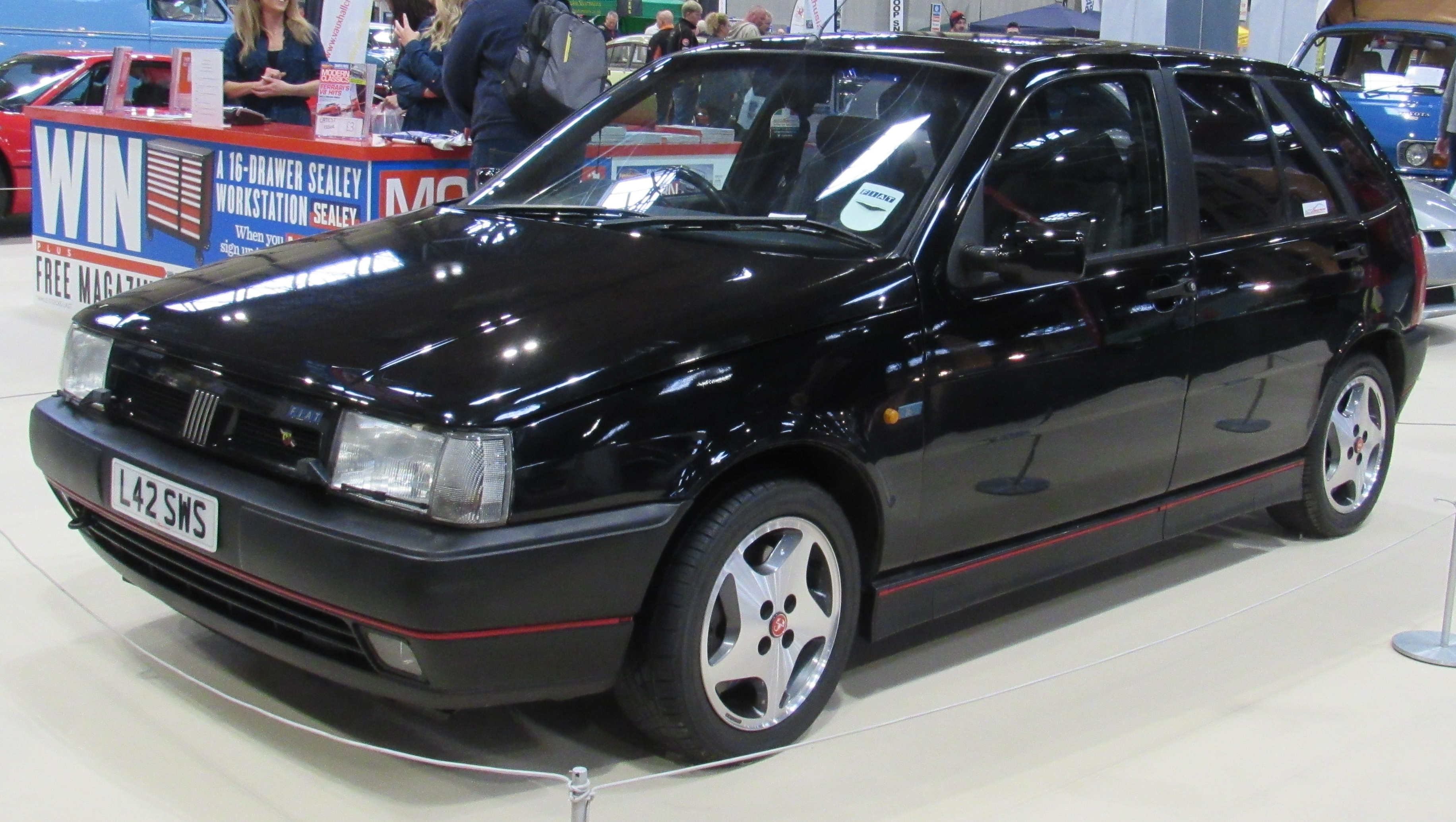
Fiat Tipo Sedicivalvole 16V
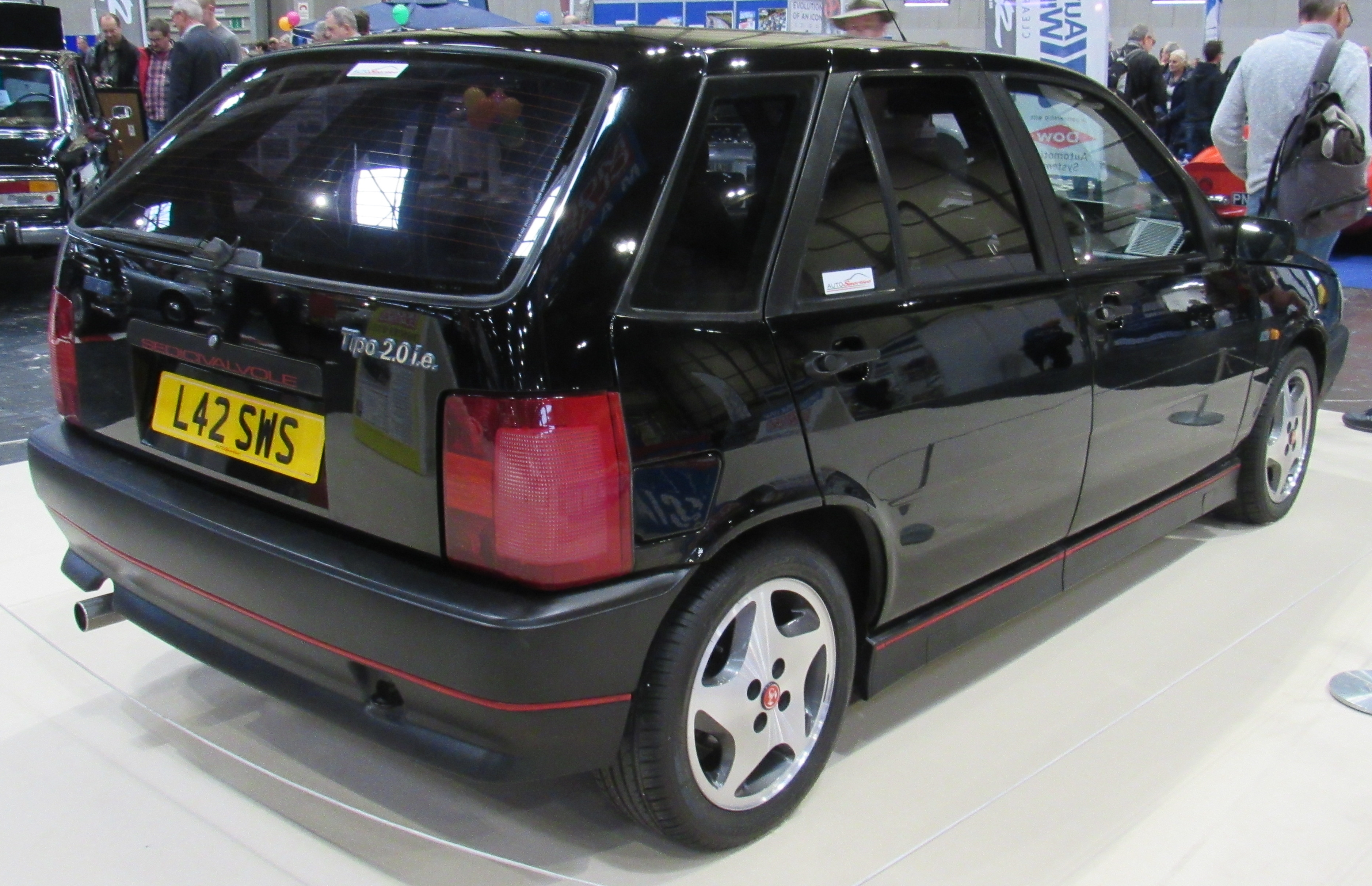
Heckansicht mit Sedicivalvole-Schriftzug

## Motoren
Benziner
- 1.1 Fire, 1,1-l-OHC Vierzylinder mit 1108 cm³ Hubraum und 41 kW (55 PS), 1988–1991
- 1400 i.e., 1,4-l-OHC Vierzylinder mit 1354 cm³ Hubraum und 52 kW (72 PS), 1988–1990
- 1.4 i.e., 1,4-l-OHC Vierzylinder mit 1372 cm³ Hubraum und 51 kW (70 PS), 1990–1995
- 1.6 i.e., 1,6-l-OHC Vierzylinder mit 1581 cm³ Hubraum und 57 kW (78 PS), 1990–1993,
- 1.6 i.e., 1,6-l-OHC Vierzylinder mit 1581 cm³ Hubraum und 55 kW (75 PS) 1993–1995
- 1600 i.e., 1,6-l-8V-DOHC Vierzylinder mit 1585 cm³ Hubraum und 66 kW (90 PS), 1988–1991
- 1.8 i.e., 1,8-l-8V-DOHC Vierzylinder mit 1756 cm³ Hubraum und 66–77 kW (90–105 PS), 1992–1995
- 1.8 i.e 16V Sport, 1,8-l 16V DOHC Vierzylinder mit 1756 cm³ Hubraum und 100 kW (136 PS), 1989–1992
- 2.0 i.e., 2,0-l-8V-DOHC Vierzylinder mit 1995 cm³ Hubraum und 80–83 kW (109–113 PS), 1990–1991
- 2.0 i.e. 16V, 2,0-l-16V-DOHC Vierzylinder mit 1995 cm³ Hubraum und 102–107 kW (139–146 PS), 1991–1995

Diesel
- 1.7 DS, 1,7-l Vierzylinder Saugdiesel mit 1697 cm³ Hubraum und 43 kW (58 PS), 1988–1994
- 1.9 DS, 1,9-l Vierzylinder Saugdiesel mit 1929 cm³ Hubraum und  48 kW (65 PS), 1991–1995
- 1.9 TD, 1,9-l Vierzylinder Turbodiesel mit 1929 cm³ Hubraum und 59–66 kW (80–90 PS), 1990–1995

## Sondermodelle
- März 1990: „Serie 6000“ mit elektrischen Fensterhebern, Leichtmetallfelgen, elektronischer Zentralverriegelung und elektrischem Schiebedach. Motorisierung: 1,4-Liter-Benzin mit 51 kW (70 PS) und 1,6-Liter-Benzin mit 66 kW (90 PS).
- Mai 1991: „Sound“ mit CD-Stereo-Kombination Blaupunkt oder Philips, Alufelgen, Lederlenkrad und Zentralverriegelung. Motorisierung: 1,6-Liter-Benzin mit 57 kW (78 PS) und 2,0-Liter-Benzin (83 kW/113 PS).
- Februar 1993: „Start“ mit 1,4-Liter-Benziner (51 kW / 70 PS) und 1,9-Liter-Diesel (59 kW / 80 PS)
- „Eleganza“ mit höhenverstellbarem Fahrersitz mit Lendenwirbelstütze und Mittelarmlehne, Infrarot-Türverriegelung und Nebelscheinwerfern. Motorisierung wie Sondermodell „Serie 6000“
- „Sicura“
- „Progress“
- „Chic“
- „Roma“
- „Mania“ 1994 mit speziellen blaugrundigen Sitzbezügen und Türverkleidungen, Schiebedach, Fensterhebern vorne, 14-Zoll-Rädern und ABS
- Suite" 1995 in violettmetallic mit serienmäßiger Klimaanlage

### Tipo 2,0Granturismo

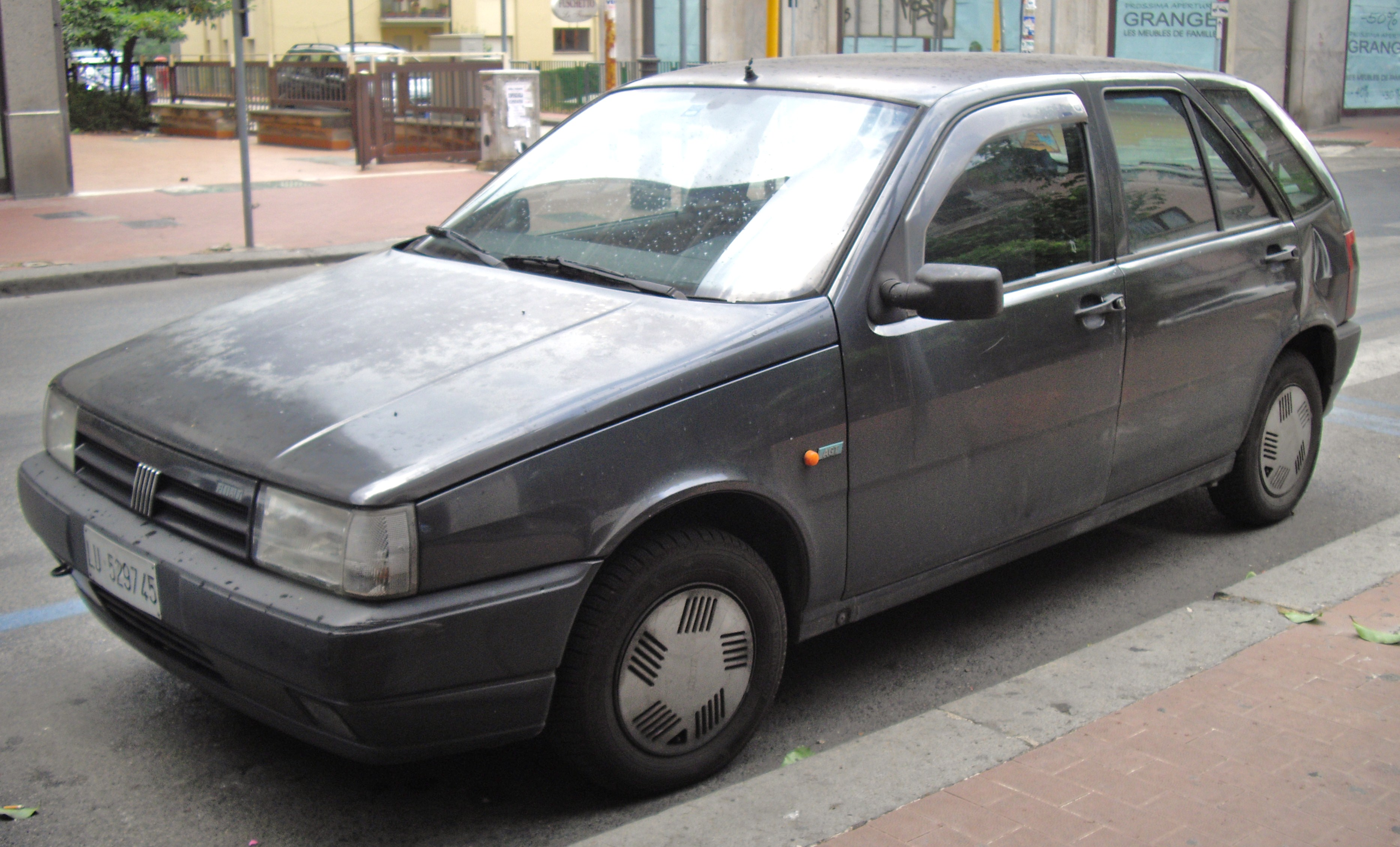
Fiat Tipo AGT

Der Tipo 2,0 AGT/DGT hat den 8-Ventiler-Motor mit zwei obenliegenden Nockenwellen und 83 kW/113 PS. Zu seiner Serienausstattung gehören Zentralverriegelung, elektr. Fensterheber vorne, Drehzahlmesser, Servolenkung, ALB-Regler, Bremsscheiben hinten, Colorverglasung, asymmetrisch teilbare Rücksitzbank, 2× Dreipunkt-Gurte hinten, Heckklappengriff mit weißem „Granturismo“-Schriftzug, eine sog. Check-Control, die Infos über die Funktion der Beleuchtung und offene Türen liefert, beheizte sowie elektrisch verstellbare Außenspiegel.
Zusätzliches Zubehör: 2/2-ABS von Girling, elektrisches Glasschiebedach, Nebelscheinwerfer.

### Tipo 2,0 GTTopClass
Das Sondermodell TopClass beinhaltet, zusätzlich zur schon üppigen Serienausstattung, eine bordeauxrote Lederausstattung, Klimaanlage mit Umluftklappe, elektr. verstellbare und beheizbare Außenspiegel, Nebelscheinwerfer und Alufelgen. Der Tipo TopClass wurde nur in silber und schwarzmetallic ausgeliefert.
In Österreich hieß dieses Modell VIP, mit einem Aufkleber auf der C-Säule.

### Tipo 2,0 i.e. 16VSport

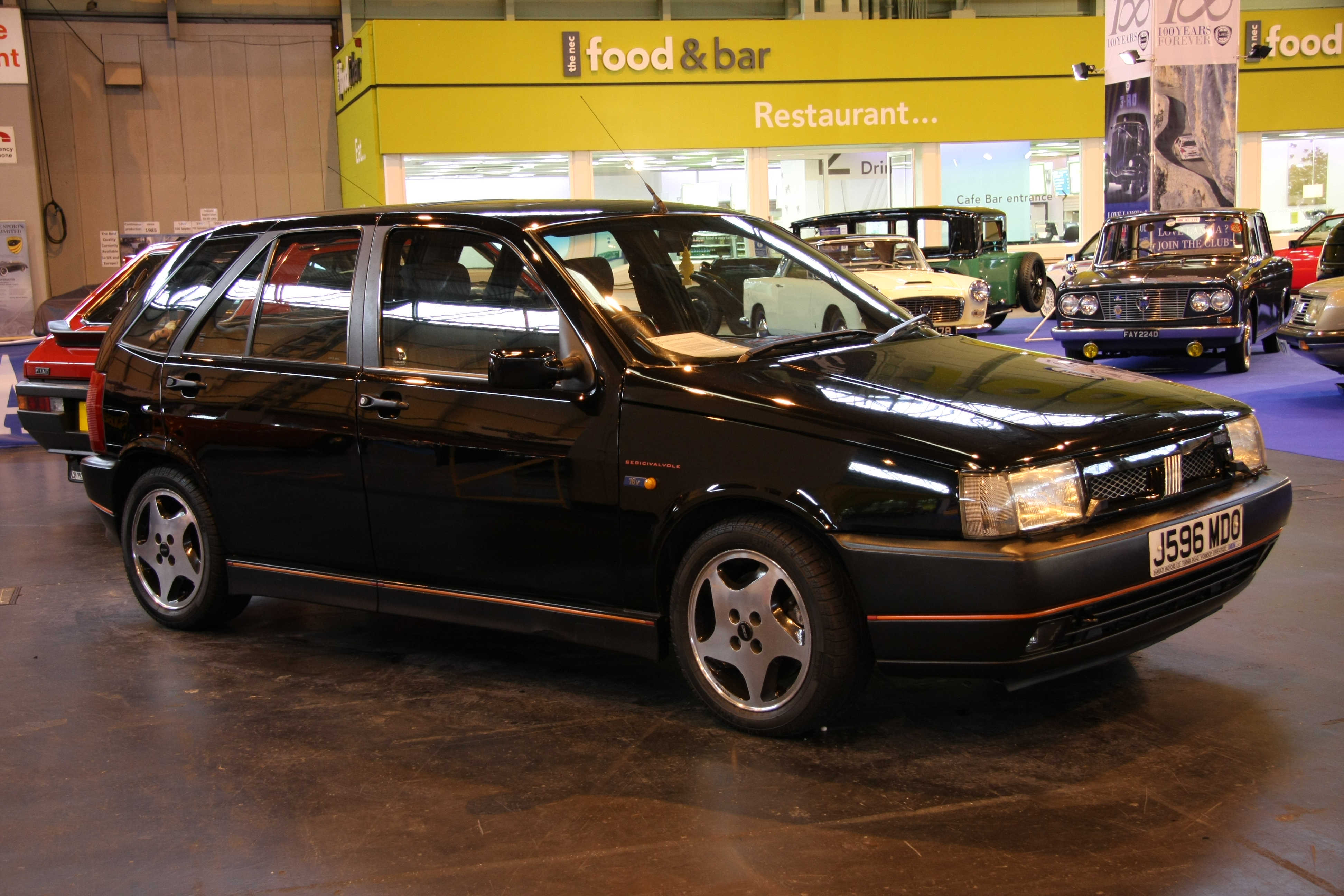
Fiat Tipo 2,0 16V Sport

Der 2,0 16V Sport ist das am stärksten motorisierte Modell mit zuerst 146 PS dar. Angetrieben wird das Fahrzeug von einem Motor mit 1995 cm³ Hubraum, verteilt auf vier Zylinder mit Vierventiltechnik, gesteuert über zwei obenliegende Nockenwellen. Dieser Motor hat Kolbenbodenkühlung und einen mit Kühlwasser durchspülten Ölwärmetauscher, der das Öl zu Beginn aufwärmen und später kühlen soll. Letzteres erfüllt dieser nur mäßig, was wohl mitunter ein Grund für die späteren Ausfälle der Pleuellager und entsprechende Folgeschäden ist. Die neue Version mit nur noch 139 PS hatte diese Probleme nicht mehr. Und diese Version findet sich dann auch u. a. im Fiat Coupe 2,0 16V oder im Lancia Delta II.
Zur Ausstattung des Sport gehören elektrische Fensterheber vorne, elektr. Glasschiebedach, beheizte elektr. und lackierte Außenspiegel, Zentralverriegelung, Seitenschwellerverkleidung, roter Zierstreifen rundum, Frontstoßstange mit großem Einlass und Klarglas-Nebelscheinwerfer, Sportgrill, rote Schlussleuchten, weiße Frontblinker, Heckklappengriff mit rotem „SEDICIVALVOLE“-Schriftzug, (ausschließlich analoger) Sport-Tacho mit Drehzahlmesser und Öldruck- und -temperaturanzeige, höhenverstellbares Lenkrad, Servolenkung, ALB-Regler, automatische lastabhängige Scheinwerferhöhenverstellung, Fächerkrümmer, sportlich abgestimmtes Fahrwerk, Lederlenkrad von MOMO (ab Mitte 1993 inkl. Airbag), Sportsitze, Check-Control, Color-Verglasung, verstellbare Leselampe und 15-Zoll-Leichtmetallfelgen (bedingt durch die größere Bremsanlage).
Alternativ konnte der Wagen auch mit Sportsitzen von Recaro geordert werden, die sich durch eine hohe Rückenlehne, kleine Kopfstützen und ausziehbare Beinauflage mit besserem Seitenhalt auszeichneten. Zusätzliches Zubehör: Klimaanlage, 4/4-ABS von Bosch, schwarze Lederausstattung.

### Tipo Abarth
Offiziell wurde keine Abarth-Version seitens Fiat angeboten, allerdings einiges an hochpreisigen Anbauteilen, die von unterschiedlichen Firmen wie z. B. Zender, Pfeba, Borbet hergestellt und unter dem Namen „Abarth“ von Fiat in einem Zubehörprospekt angeboten wurden.